# Oligia ambigua
Oligia ambigua är en fjärilsart som beskrevs av Walker 1858. Oligia ambigua ingår i släktet Oligia och familjen nattflyn. Inga underarter finns listade.